# Aquasky
Aquasky je breakbeatová a drum and bassová skupina složená z Dave Wallaceho, Kieron Baileyho a Brent Newitta. Dohromady se dali počátkem roku 1995 a později nastartovali svou kariéru zasláním svého dema do labelu Moving Shadow. První singl nesoucí jméno Dezires / Images byl vydán po třech měsících spolupráce a později zremixován Krustem.
Původně se trio prosazovalo na breakbeatové scéně pod přezdívkou Aquasky & Masterblaster. Později se skupina rozdělila na dvě odnože – Aquasky, které se vyprofilovalo na hraní drum and bassu a Masterblaster, již hodlali pokračovat v načaté cestě a zároveň se snažili najít náhradu za zbytek skupiny. Později se Masterblaster kompletně rozpadlo a další singly byly vydávány pouze pod jménem Aquasky.
Trio se v roce 1997 rozhodlo vytvořit vlastní label Passenger (a v roce 2004 sesterský label 777), kde pokračovali ve vydávání tvrdé odnože drum and bassu. Jejich posledním počinem je album Teamplayers, které bylo vytvořeno ve spolupráci s The Breakfastaz, Tayo, The Ragga Twins a Meat Katie.